# Шарль Ульмон
Шарль Ульмон (фр. Charles Oulmont; нар. 1 листопада 1883, Мюлуз, пом. 16 лютого 1984, Понтуаз) — французький літератор, поет, письменник, музикант, громадський діяч.

## Біографія

### Пристрасть до музики
У ранньому віці, дякуючи своїй неньці, яка була шанувальницею мистецтва та співачкою, цікавиться музикою. Як піаніст, він намагається скласти іспити до Паризької консерваторії. Маючи гарні відгуки стає студентом і навчається у педагога Ґабрієля Форе. Протягом навчання він познайомився із великою купою музикантів і виконавців, наприклад, таких як, Жуль Массне, Каміль Сен-Санс, Роджер Дюкасс, Флоран Шмітт, Іветта Гільбер, і надалі співпрацював із більшістю.

### Письменництво
Будучи студентом, окрім музики та гуманітарії він цікавився ще й вивченням середньовічних текстів, а після захисту своєї докторської дисертації з релігійного містицизму в Сорбонні «Le Verger, le Temple et la Cellule» (Сад, Храм та стовп), він опублікував кілька праць, враховуючи дослідження персони П'єра Ґрінґойра (Pierre Gringoire) та роботу «Про театр в кінці Середньовіччя». Напередодні Першої світової війни, Чарльз Оулмонт відмовляється від подальшого навчання у консерваторії, щоб повною мірою присвятити себе театру та написанню поезії. Деякі з його пісень (див. нижче) мали певний резонанс у суспільстві, а кілька навіть були увінчані французькою академією.
Деякі з його романів були сценізовані, а кілька п'єс стали надалі напрочуд успішними, як у Франції, так і за кордоном. У своїх романах та театральних працях він виявляє себе як чудовий аналітик жіночої психології, стосунків пар і чуттєвості до свого часу. Також він був блискучим лектором як у Франції, так і в Європі на літературних, музичних та художніх зібраннях.
Як колекціонер-мистецтвознавець створив власне зібрання картин, меблів та інших предметів мистецтва. Ґрунтуючись на своїй колекції й, далебі, не тільки, він написав декілька книг про французьке мистецтво XVIII століття та вступ до мистецтва стародавнього та сучасного. У юності разом із його дядьком, Полом Оулмонтом, зібрали колекцію картин і малюнків XVIII століття. Останній допоміг видати Чарльзу збірку «Французькі праці 18 ст.», тексти якої надалі були заповідані Музею античного та сучасного мистецтва в Епіналі, де і зберігаються дотепер. Згодом більшість його особистих колекцій, між них і збірка старезних книг, були передані ним власноруч музеям різних міст: Страсбургу, Безансону, Мюлузі, Сен-Хіллу, Понтуазу.

## Громадська діяльність
Чудовий знавець художнього та літературного життя свого часу, Чарльз Оулмонт, завжди заохочував та підтримував молодих творців, які прийшли до нього. Так, наприклад, він зробив вагому пожертву до Фонду Франції для відкриття «Centre d'aide aux artistes» (Центр сприяння художникам). Будучи пов'язаним із цією організацією став першим її керівником. Під егідою Фонду Франції, щороку присуджувалися призи, призначені для підтримки творчих людей різних галузей: виконавського мистецтва, музики, образотворчого мистецтва та літератури.
Пізніше, після смерті Чарльза у 1984 році, Андре Меньє змінює назву «Центр сприяння художникам» на «Фонд імені Чарльза Оулмонта» і забезпечує його існування до сьогодні (себто вже більш як 30 років).
Як письменник, драматург, музикант і вчений, Чарльз Оулмонт був модератором літературного простору 1 половини ХХ ст. (період між 1 та 2 світовими війнами).
За життя зробив великий внесок у збагачення колекцій декількох музеїв, включаючи музей Avelines (Авелін) у Сен-Клу, до якого він пожертвував твори живописця Ежена Кар'єра.

## Родина
- Тато Чарльза Оулмонта був інспектором фінансів.
- Мати — донька ельзаського промисловця.
- Дідусь — Лазар Ланц, відомий промисловий та політичний діяч міста Мюлуз, засновник компанії Lantz Frères, що спеціалізувалася на тканинному друку.
- Дядько — доктор та науковець Пола Оулмонта.

## Публікації
- П'єр Ґренґуар: поезія моральна, політична і драматична напередодні епохи Відродження, вид. Honoré champion, 1911; перевидання Slatkine, 1976
- Дебати священнослужителя і лицаря в поетичній літературі середньовіччя: історичні та літературні, пізніше критичні видання текстів, Slatkine, 1974
- Повне зібрання творів Чарльза Оулмонта, вид. Istra, 1969—1971.
- Les Lunettes de l'amateur d'art (Окуляри арт-фаната), вид. Bernard Grasset, 1927, Париж, 320 стор.

## П'єси та романи
- Bonheur (Щастя)
- Les Enfants recommencent (Діти починають знову)
- Tu crois avoir aimé (Ви вважаєте, що вам сподобалося)

## Пісні
- Adam et Eve (Адам і Єва)
- La Femme a ses raisons (У жінки є її причини)
- Coeur à corps (Серце до тіла)
- Les Virginales (Невинна)
- L'Enfant d'Israël (Дитя Ізраїлю)